# Becoming Remixed
Becoming Remixed è un album di remix del gruppo musicale inglese Sneaker Pimps, pubblicato nel 1998.

## Tracce
1. Spin Spin Sugar (Armand's Dark Garage Mix)
2. Walking Zero (Tuff & Jam Unda-Vybe Vocal)
3. Post-Modern Sleaze (The Salt City Orchestra Nightclub Mix)
4. Spin Spin Sugar (Armand's Bonus Dub)
5. Post-Modern Sleaze (Reprazent Mix)
6. 6 Underground (Perfecto Mix)
7. Tesko Suicide (Americruiser Mix)
8. Roll On (Fold Mix)
9. 6 Underground (The Umbrellas of Ladywell Mix #2)
10. Post-Modern Sleaze (Flight from Nashville)